# Svitanok (Avhustînivka), Zaporijjea
Svitanok (în ucraineană Світанок) este un sat în comuna Avhustînivka din raionul Zaporijjea, regiunea Zaporijjea, Ucraina.

## Demografie
Componența lingvistică a localității Svitanok
     Ucraineană (86,57%)
     Rusă (13,06%)
     Alte limbi (0,37%)
Conform recensământului din 2001, majoritatea populației localității Svitanok era vorbitoare de ucraineană (86,57%), existând în minoritate și vorbitori de rusă (13,06%).